# Большой Мартын (село)
Большой Мартын — село в Панинском районе Воронежской области.
Входит в состав Криушанского сельского поселения, ранее было административным центром Мартыновского сельского поселения.

## География
Село расположено на реке Мартын, в русле которой устроены пруды; вытянуто вдоль реки и прудов.

### Улицы
| - ул. Заречная - ул. Ленина - ул. Луговая - ул. Майская - ул. Молодежная | - ул. Прудовая - ул. Садовая - ул. Советская - ул. Совхозная - ул. Школьная |

## История
Возникновение села относится к середине XVIII века, когда началось заселение территории между реками Битюг и Икорец. По указу Петра I сюда были насильно переселены крестьяне, принадлежащие царю из северных русских уездов — Московского, Костромского, Ярославского, Владимирского, Рязанского и других. Село входило в состав Битюцкой дворцовой волости. В 1779 волость была преобразована в Бобровский уезд, существовавший до 1928 года.
В 1859 году в селе было 174 двора, в которых проживали 1462 человека. В 1900 году в селе было 340 дворов, в которых проживали 2049 человек, три общественных здания, земская школа, 14 ветряных мельниц, две кузницы, маслобойный завод, крупорушка, трактир, пять торговых лавок, две ярмарки, три базара. В 1906 году в селе было 370 дворов, в которых проживали 1275 мужчин и 1205 женщин, в земской школе обучались 60 детей.

## Население
| 1859 | 1897  | 2000 | 2005 | 2010 |
| ---- | ----- | ---- | ---- | ---- |
| 1488 | ↗1994 | ↘986 | ↘944 | ↘854 |